# NGC 1821
NGC 1821 је галаксија у сазвежђу Зец која се налази на NGC листи објеката дубоког неба.
Деклинација објекта је - 15° 8' 4" а ректасцензија 5h 11m 46,0s. Привидна величина (магнитуда) објекта NGC 1821 износи 13,9 а фотографска магнитуда 14,5. NGC 1821 је још познат и под ознакама MCG -3-14-7, IRAS 05095-1511, PGC 16898.